# Ядвига (королева Польши)
Ядви́га (пол. Jadwiga; не ранее 3 октября 1373 и не позднее 18 февраля 1374, Буда, Королевство Венгрия — 17 июля 1399, Краков, Королевство Польское) — королева (согласно законам — лат. rex «король») Польши с 16 октября 1384 года, с 2/18 февраля 1386 года — совместно с Владиславом II Ягайло (коронован королём Польши 4 марта 1386 года). Дочь короля Венгрии и Польши Людовика I Анжуйского.

## Биография
Вероятнее всего, родилась в Вишеградском замке или в Будайской крепости.
Отец Ядвиги строил обширные династические планы. Имея трёх дочерей, он желал путём браков приобрести для каждой из них корону могущественного государства. С этой целью он обручил свою младшую дочь Ядвигу, когда ей было только шесть лет, с австрийским эрцгерцогом Вильгельмом, надеясь соединить таким образом австрийские владения с Венгрией. Однако смерть его старшей дочери, Екатерины, заставила Людовика изменить свои планы.
Договором в Кошицах (1373 год) польские вельможи обязались признать Екатерину своей королевой. После её смерти, на съезде в Альтсоле (23 июля 1382 года), они согласились передать корону Королевства Польского её сестре Марии и её будущему супругу Сигизмунду Люксембургскому, бранденбургскому маркграфу — в таком случае Польша и Бранденбургское маркграфство объединились бы в одно государство. Но и этот план не увенчался успехом.
После кончины Людовика (1382) польские вельможи и шляхта, на съездах в Радомско и Вислице, постановили признать наследницей польского престола ту венгерскую принцессу, которая будет жить постоянно в Польше, и составили для защиты этого постановления конфедерацию. Это постановление направлено было против Марии, так как она была провозглашена венгерской королевой. В Польше началась борьба политических партий, доходившая до открытого междоусобия. Партия сторонников Ядвиги взяла верх; принцесса прибыла в Краков, где 15 октября 1384 года состоялась её коронация. Законы Польши запрещали возводить на престол женщину, вследствие чего Ядвига официально титуловалась королём (rex).
За Ядвигой в Краков приехал её жених герцог Австрийский Вильгельм с намерением повенчаться с ней, но в это время политика магнатов, правивших Польшей, изменилась, так как представилась возможность заключить весьма выгодный союз с Литвой — они решили выдать Ядвигу замуж за литовского князя Ягайло. Горячо любившая своего жениха Ядвига сначала противилась этим планам, однажды даже, по преданию, хотела с топором в руках разбить ворота краковского замка, чтобы отправиться на свидание с женихом. Опекуном королевы Ядвиги был Димитр из Горая. Ян Длугош пишет, что в 1385 году, когда князь Владислав Опольчик — сторонник Вильгельма Габсбурга — занял Вавельский замок в Кракове, Ядвига рубила ворота топором, чтобы уехать с Вильгельмом. Димитр удержал королеву, что впоследствии нашло отражение на картине Яна Матейко.
«В лето Господне 1385 литовские князья Скиргайло, Элгемонт и Борис с большим числом приближённых, придя в Краков, венчанной в польские короли Ядвиге оказали немалые почести, и у вельмож польского королевства эту Ядвигу испросили в жёны великому князю литовскому Ягайло, обещая ещё до того как такого рода договор будет заключён, вместе с подданными принять веру Христову. Но вельможи польской земли отправили литовских послов и гонцов в Венгрию за советом и волей её матери госпожи Елизаветы».
По достижении 12-летнего возраста Ядвига вышла замуж за литовского князя Ягайло. Краковский епископ Пётр Выш убедил королеву в величии предстоящей ей миссии — став женой литовского князя, она обратит целый языческий народ в христианство. 18 февраля 1386 года состоялся брак её с Ягайло. С этих пор жизнь её обратилась в подвиг благочестия и самопожертвования. 
В 1399 году королева родила дочь, которая умерла через месяц, а вслед за тем умерла и сама Ядвига.
Ядвига была известна своей добротой, учёностью и благочестием. Владела четырьмя языками — польским, венгерским, французским и латынью. Она охотно помогала бедным и незадолго до смерти продала все свои драгоценности с целью преобразовать и расширить Краковский университет; поэтому она была похоронена с простым деревянным шаром и деревянным жезлом вместо скипетра и державы (они были найдены в её гробнице при эксгумации и ныне демонстрируются рядом с ней в соборе в Вавеле). Ныне на стене Университета висит памятная доска с её профилем. Имя её едва ли не при жизни стало обрастать в народе легендами: рассказывали например, что однажды, когда она всю ночь напролёт молилась перед деревянным распятием в соборе в Вавеле, Христос с этого распятия заговорил с ней (это распятие до сих пор показывают как реликвию). Однако Католическая церковь только в 1986 году объявила её блаженной, а в 1997 папа Иоанн Павел II провозгласил её святой.

## Память
- В видеоигре Sid Meier’s Civilization VI Ядвига является лидером Польши[8]
- В DLC «Dawn of the Dukes» к игре Age of Empires II: Definitive Edition есть кампания, посвящённая Ядвиге, её мужу Ягайло и двоюродному брату последнего Витовту, основной сюжет которой разворачивается вокруг противостояния Польши и Литвы с Тевтонским орденом.